# Maison des Goix
La maison des Goix est une maison située à Coutarnoux, en France.

## Localisation
La maison est située dans le département français de l'Yonne, sur la commune de Coutarnoux.

## Description
Construit au XVe siècle, cet ancien manoir des procureurs fiscaux de la seigneurie de l'Isle, entièrement restauré, est habité par un particulier. La tour d'escalier octogonale du XVe siècle, d'une hauteur de 8 mètres, est percée de baies formant arcades à talon. Aux angles du pignon donnant sur la rue, on reconnaîtra les statues de saint Jacques et de Marie tenant l'Enfant-Jésus.

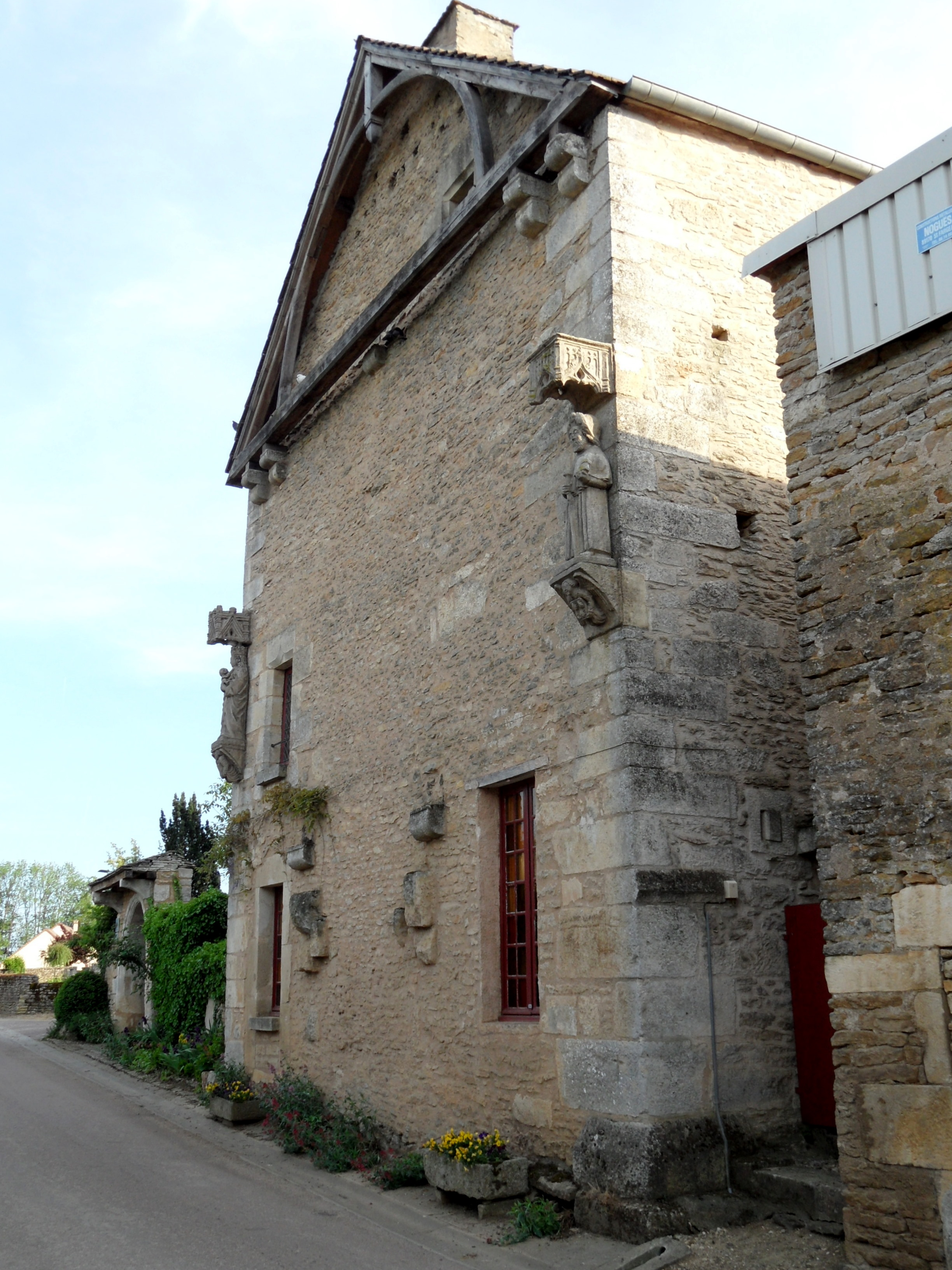

## Historique
L'édifice est inscrit au titre des monuments historiques en 1999.